# Bhupen Hazarika
Bhupen Hazarika (Sadiya, 8 settembre 1926 – Mumbai, 5 novembre 2011) è stato un cantante, compositore e regista indiano.
Originario dell'Assam, era anche noto come Xudha kontho (सुधाकण्ठ) dalla comunità indigena Kaibarta dell'Assam. Le sue canzoni, scritte e cantante principalmente in lingua assamese, sono state tradotte in altre lingue indiane, come bengali e hindi. 

## Premi
- Bharat Ratna (2019) (postumo)
- Padma Vibhushan (2012) (postumo)
- Padma Shri (1977)
- Dadasaheb Phalke Award (1992)
- Padma Bhushan (2001)
- Sangeet Natak Akademi Fellowship (2008)
- Asom Ratna (2009)
- Bangladesh Friends of Liberation War Honour (2011)

## Filmografia parziale

### Regista
- Era Bator Sur (1956) - anche cantante
- Shakuntala (1961) - anche cantante e compositore
- Chik Mik Bijuli (1969) - anche cantante e compositore
- For Whom the Sun Shines (1974)
- Roop Konwar Jyoti Parsad Aru Joymoti (1976)
- Mera Dharam Meri Maa (1976) - anche cantante
- Mon-Prajapati (1979)
- Swikarokti (1986)
- Siraj (1988) - anche cantante

### Cantante
- Indramalati (1939)
- Pioli Phukan (1955)
- Chameli Memsaab (1975) - anche compositore
- Debdas (1979)
- Ek Pal (1986) - anche compositore, produttore e attore
- Rudaali (1993) - anche compositore
- Darmiyaan: In Between (1997) - anche compositore
- Gaja Gamini (2000) - anche compositore
- Daman: A Victim of Marital Violence (2001) - anche compositore
- Chingaari (2006) - anche sceneggiatore
- Gandhi to Hitler (2011)

### Compositore
- Aarop (1974)
- Aparoopa (1982)
- Saaz (1998)